# 19.º arrondissement de Paris

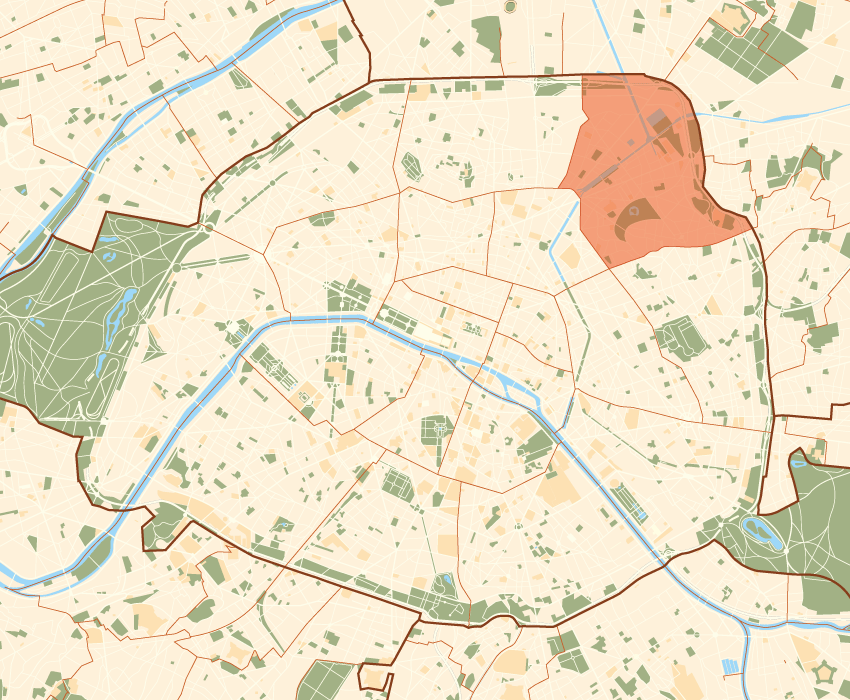
Mapa do 19.º arrondissement, assinalado a vermelho.

O 19.º arrondissement de Paris é um dos 20 arrondissements de Paris, situado na margem direita do rio Sena.

## Bairros
1. Quartier de la Villette
2. Quartier du Pont-de-Flandres
3. Quartier d'Amérique
4. Quartier du Combat

## Demografia
Em 2007, a população era de 187 603 habitantes numa área de 679 hectares, com uma densidade de 27 629 hab./km².
| Ano (censo nacional) | População | Densidade (hab./km²) |
| -------------------- | --------- | -------------------- |
| 1962                 | 159 568   | 23 514               |
| 1968                 | 148 862   | 21 937               |
| 1975                 | 144 357   | 21 273               |
| 1982                 | 162 649   | 23 968               |
| 1990                 | 165 062   | 24 324               |
| 1999                 | 172 730   | 25 454               |
| 2006                 | 186 180   | 27 420               |
| 2007                 | 187 603   | 27 629               |